# Ottonische Renaissance
Als Ottonische Renaissance wird von einigen Forschern die Anknüpfung an die byzantinische, spätantike und karolingische Kunst während des politisch maßgeblich von den Ottonen beeinflussten 10. und 11. Jahrhunderts bezeichnet, die auch die Ottonische Zeit genannt werden. 
Die Ottonische Renaissance stellt ein Wiederaufgreifen oder eine Fortsetzung der Karolingischen Renaissance dar. Diese war unter den späten Karolingern verebbt, die in den Wirren der Wikingereinfälle, Sarazeneneinfälle und schließlich der Ungarneinfälle weder das Westfrankenreich noch das Mittel- und Ostfrankenreich wirksam zu verteidigen vermocht hatten. 
Die Ottonische Renaissance ging mit der politischen Konsolidierung des Ostfrankenreiches unter den Liudolfingern (Ottonen) Heinrich I. (ab 919 König) und Otto I. (dem Großen) einher. Sie spiegelt sich besonders in der Architektur und der Goldschmiedekunst durch Verwendung von Spolien und in der Buchmalerei wider. Besonders begünstigt wurde der Einfluss der byzantinischen Kunst und Kultur auf das Heilige Römisches Reich durch die Heirat Ottos II. mit der byzantinischen Prinzessin Theophanu, die als Kaiserinwitwe von 985 bis 991 das Reich regierte. Zur gleichen Zeit stagnierte in Rom die Kultur während des Saeculum obscurum; Otto III. scheiterte 997–999 mit seinem Versuch, sich dort als römischer Kaiser niederzulassen. 
Aufgrund seiner Armut an schriftlichen Quellen wird das 10. Jahrhundert auch das „dunkle Jahrhundert“ genannt. Die Kultur war fast ausschließlich eine mündliche Kultur, in der Gesten, Rituale und Symbole eine wesentliche Rolle spielten. Mit Ausnahme von Italien konnten fast ausschließlich Kleriker lesen und schreiben, wobei die Zahl der Wissensträger im Laufe des Jahrhunderts abnahm. Zwar wuchs dadurch auch die Macht der Kleriker am königlichen Hof, doch war dieser im Gegensatz zur Zeit der Karolinger nicht mehr primärer Kulturschöpfer. Die Kultur entstand dezentral. Um das Jahr 1000 entstand etwa das Evangeliar Ottos III., das Liuthar-Evangeliar und das Lotharkreuz. Die Buchmalerei, wie die Werke der Reichenauer Malschule, oder die Plastiken hatten meist religiöse Inhalte. Auf diesen Gebieten wie auch bei den Kirchenbauten entwickelte sich der Kunststil der Frühromanik. Buch- und Wandmalerei zeichnen sich durch einen hohen Symbolismus aus, der für eine naturgetreue Abbildung wenig Raum lässt.

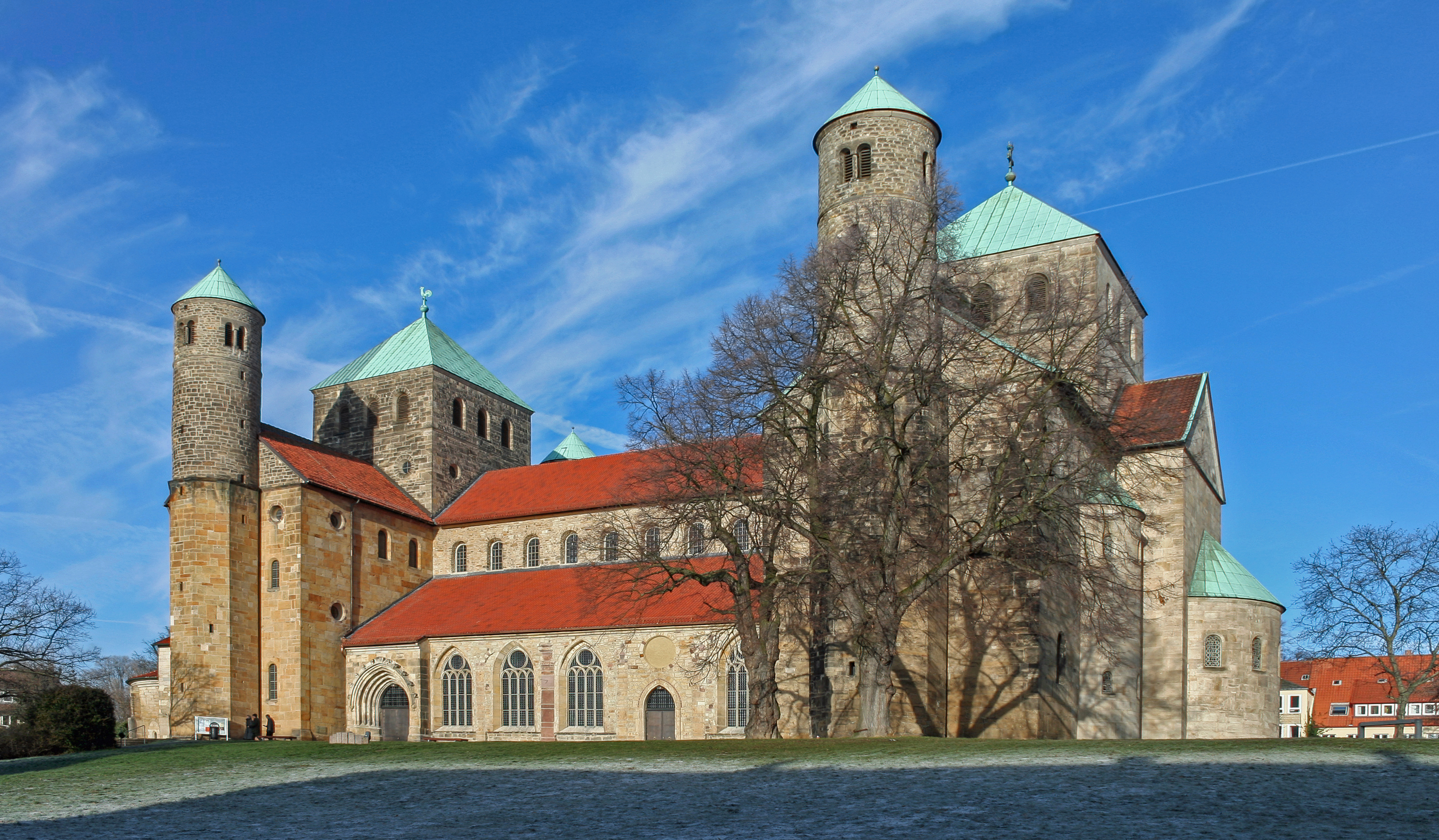
Michaeliskirche in Hildesheim

Im 11. Jahrhundert waren die Veränderungen in Europa so weitreichend, dass Historiker in der Mitte dieses Jahrhunderts den Übergang vom Frühmittelalter zum Hochmittelalter sehen. Einen Schub erfuhr vor allem der Kirchenbau nach der ersten Jahrtausendwende. Gefördert von der Cluniazensischen Kirchenreformbewegung sowie begünstigt durch wirtschaftlichen Aufschwung und relative politische Stabilität setzte ein Bauboom von Steinkirchen ein. Die Stiftskirche St. Cyriakus (Gernrode) war bereits ab 959 entstanden, nun folgten noch wesentlich monumentaler die Michaeliskirche (Hildesheim) ab etwa 1010, der Speyerer Dom ab 1025. Diese Kirchen, die deutlich größer waren als die Kirchen der vorherigen Jahrhunderte, wurden im frühromanischen Stil gebaut. Wichtigste Bauwerke dieser Epoche sind:
- Michaeliskirche in Hildesheim
- Stiftskirche St. Cyriakus (Gernrode)
- St. Pantaleon (Köln)
- Krypta der St. Wipertikirche in Quedlinburg
- Ostbau des Mainzer Dom
- Westbau des Essener Münsters
- Saalkirche (Ingelheim)

Nach dem letzten ottonischen Kaiser Heinrich II. wurde 1024 Konrad II. zum ersten König der Salier-Dynastie erhoben. Unter den Saliern wurden die Kirchenbauten vermehrt durch Monumentalplastiken geschmückt.

## Forschungsdiskussion

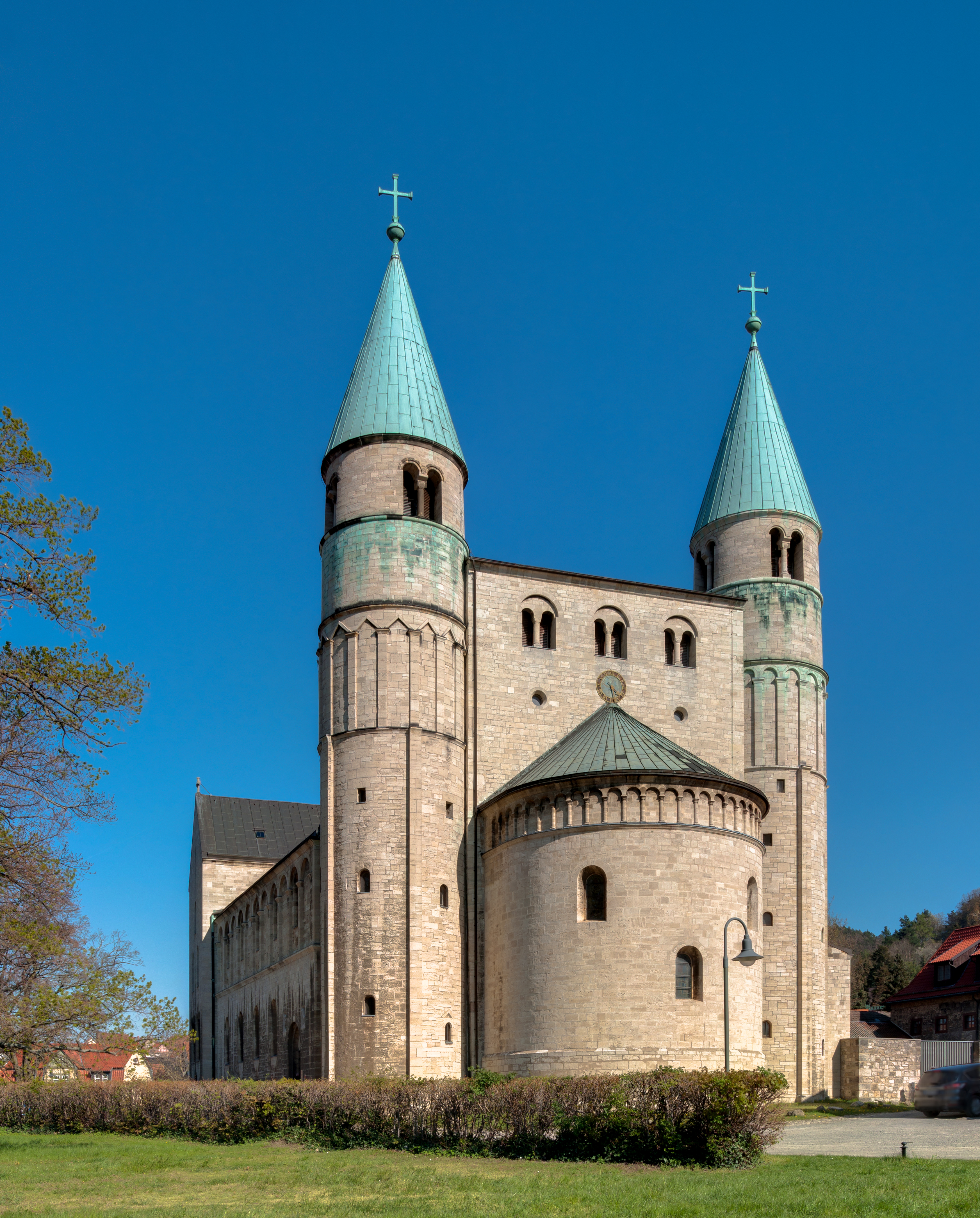
Stiftskirche St. Cyriakus (Gernrode)

Das Konzept der Ottonischen Renaissance ist in der kunsthistorischen Forschung umstritten: Problematisch ist sowohl die Verknüpfung mit dem Geschlecht der Ottonen als auch der Begriff der Renaissance. Die Ottonen hatten zwar als Auftraggeber bedeutender Kunstwerke Einfluss auf die Moden ihrer Zeit, waren aber nur ein Geschlecht unter vielen, das Bauwerke oder Kunstwerke in Auftrag gab. Ein für die Problematik exemplarischer Fall: Meinwerk, der Auftraggeber der Bartholomäuskapelle in Paderborn, die als erste Hallenkirche Deutschlands häufig als Beispiel der Ottonischen Renaissance bezeichnet wird, war mit den Ottonen nur sehr entfernt verwandt. Das um 1017 entstandene Bauwerk, an dem nach einer Quelle „griechische Baumeister“ beteiligt waren, weist zudem keine feststellbaren byzantinischen Einflüsse auf.
Der Begriff der Renaissance ist umstritten, wie auch bei der Karolingischen Renaissance, da er das Gewicht zu stark auf das Wiederaufleben der Antike und die Säkularisierung des Denkens legt. Den Auftraggebern von Kunstwerken des 10. und 11. Jahrhunderts ging es beispielsweise bei der Verwendung von Spolien nicht darum, die Antike wieder aufleben zu lassen, sondern darum, durch die Spolie dem neuen Objekt in seiner Zeit einen höheren Bedeutungswert zu geben. Wichtig war lediglich das Alter, nicht eine Begeisterung für die Antike als Epoche oder den ursprünglichen Bedeutungsinhalt der Spolie. Beim Essener Kreuz mit den großen Senkschmelzen dient eine Spolie, eine antike Gemme einer die Medusa darstellenden Theatermaske, sogar als ikonographisches Symbol für das durch Christus überwundene Übel. Auch Hrotswit von Gandersheim schrieb ihre Dramen nicht, um die antike Dramentradition wieder aufleben zu lassen, sondern um die als anstößig empfundenen antiken Dramen als Lektüre durch zeitgemäßen christlichen Inhalt zu ersetzen.